# Guatemalas fodboldlandshold
Guatemalas fodboldlandshold (spansk: Selección de fútbol de Guatemala) er et fodboldhold der repræsenterer Guatemala og kontrolleres af Federación Nacional de Fútbol de Guatemala. Det blev grundlagt i 1919, og er en del af FIFA siden 1946, og er desuden medlem af CONCACAF.
Guatemala har været suspenderet af FIFA siden 28. oktober 2016.